# Alen Jogan
Alen Jogan, slovenski nogometaš, * 24. avgust 1985, Nova Gorica.
Jogan je nekdanji profesionalni nogometaš, ki je igral na položaju branilca. V svoji karieri je igral za slovenske klube Bilje, Gorica, Brda in Interblock ter italijanska Buttrio in Parma. Skupno je v prvi slovenski ligi odigral 273 tekem in dosegel šest golov. 
Tudi njegov brat Kris Jogan je nogometaš.